# Horst Göhlich
Horst Göhlich (* 18. Oktober 1926 in Missen, Niederlausitz; † 27. Dezember 2016) war ein deutscher Maschinenbauingenieur und Hochschullehrer.

## Leben
Nach einem von 1947 bis 1953 dauernden Studiums des Allgemeinen Maschinenbaus an der Technischen Universität (TU) Berlin promovierte Horst Göhlich dort im Oktober 1957 mit einer Arbeit über „Untersuchungen zur Verbesserung der Niederschläge von Pflanzenschutzmitteln durch elektrostatische Aufladung“. Im Anschluss an sein Studium war er Wissenschaftlicher Assistent am Landmaschinen-Institut der Georg-August-Universität Göttingen und in den Jahren 1960 und 1961 als Wissenschaftlicher Mitarbeiter an zwei amerikanischen Landmaschineninstituten tätig. Nach seiner Ernennung zum Kustos am Landmaschinen-Institut der Universität Göttingen habilitierte Göhlich sich dort im Folgejahr. In den Jahren 1963 bis 1966 leitete er die Versuchsabteilung der Firma Gebrüder Welger in Wolfenbüttel.
Vom April 1966 bis zu seiner Emeritierung im März 1993 war er Ordinarius für Landmaschinen an der TU Berlin, von 1966 bis 1971 war er zusätzlich Direktor des Instituts für Landmaschinen sowie des Instituts für Landtechnik der TU Berlin und von 1972 bis 1981 Geschäftsführender Direktor des Instituts für Maschinenkonstruktion der TU Berlin. Seine wissenschaftlichen Schwerpunkte waren Obsterntemechanisierung, Futterernte und Technik im Pflanzenschutz.
Horst Göhlich gehörte dem Verein Deutscher Ingenieure (VDI) mit der Mitgliedsnummer 540399 an. Von Januar 1989 bis Dezember 1991 war er Vorsitzender der VDI-Gesellschaft Agrartechnik. Im Jahr 1991 wirkte er an der Gründung des europäischen Landtechniker-Verbandes EurAgEng (European Society of Agricultural Engineers) mit.

## Schriften (Auswahl)
- Untersuchungen zur Verbesserung der Niederschläge von Pflanzenschutzmitteln durch elektrostatische Aufladung. VDI-Verlag, Düsseldorf 1958.
- Technik im Pflanzenschutz. DLG, Frankfurt am Main 1976.
- Mensch und Maschine. Parey, Hamburg/Berlin 1987.